# Qwirkle
Qwirkle is een strategisch gezelschapsspel dat gespeeld kan worden met 2 tot 6 personen. Het wordt oorspronkelijk uitgegeven door Mindware games. De rechten van de Nederlandse editie zijn in handen van 999 Games. Het spel is een combinatie van de spellen set en scrabble. Het spelmateriaal bestaat uit 108 vierkante blokjes, met daarop afbeeldingen van 6 figuren in 6 kleuren. Nadat de eerste speler een eerste rijtje heeft gelegd, moeten de spelers een voor een steentjes aanleggen aan de al liggende steentjes, en zo rijen of kolommen vormen van of dezelfde kleur of dezelfde vorm, zonder dubbelen. De opgetelde lengtes van de gevormde of verlengde rijen of kolommen vormen de score. Er zijn zes bonuspunten voor het completeren van een rij tot zes steentjes, en voor de speler die het eerst helemaal uitlegt.
Het spel is geschikt voor 6 jaar en ouder. Het spel won in 2007 de prijs Mensa Select en in 2011 de belangrijkste bordspellenprijs Spiel des Jahres. In 2015 werd het spel genomineerd voor de Vlaamse spellenprijs Gouden Ludo.
De app Mindfeud is gebaseerd op Qwirkle.